# Karl Hugo Müller

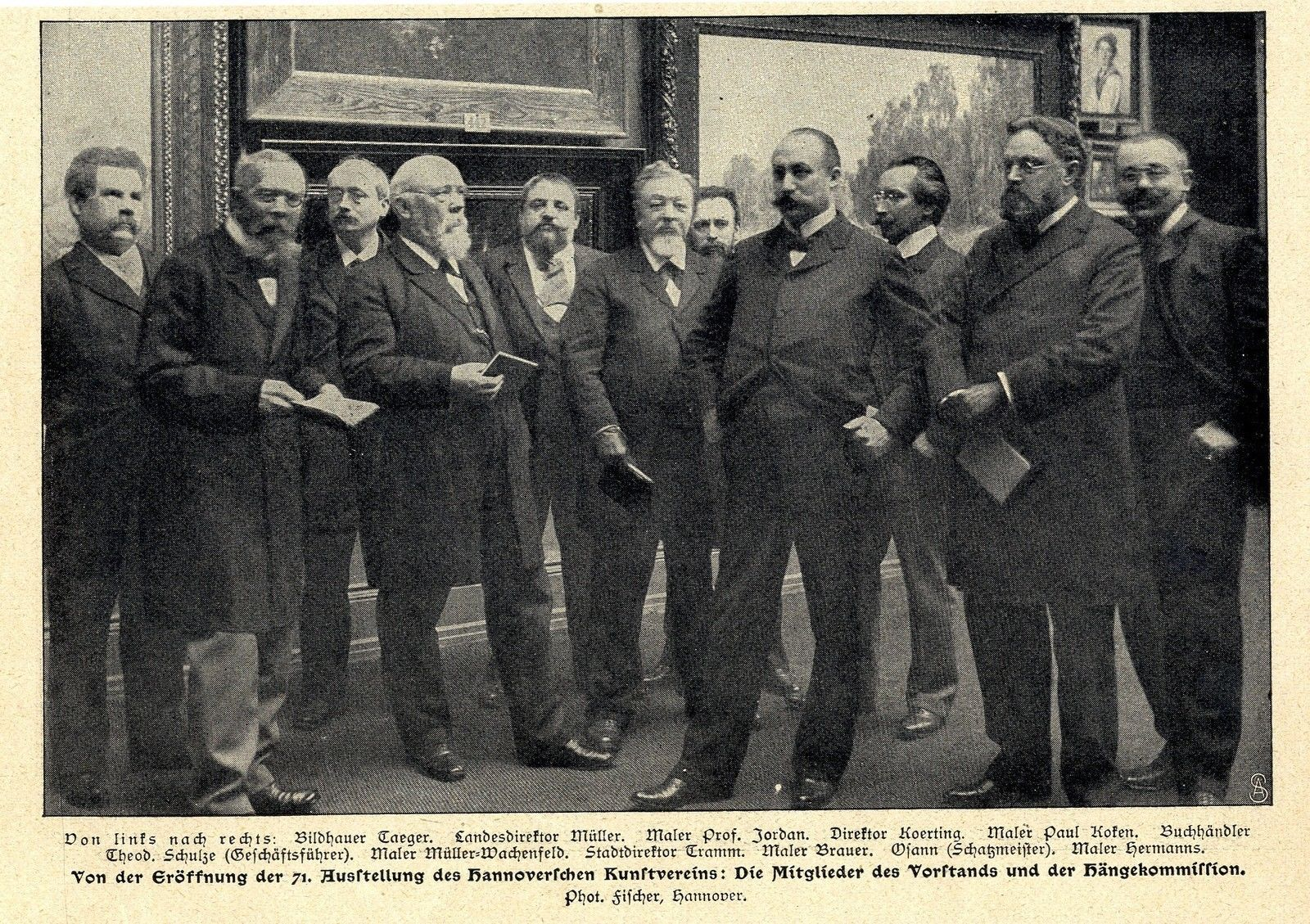
„Landesdirektor Müller“ (2. von links) als Mitglied im Kunstverein Hannover bei dessen 71. Ausstellungs-Eröffnung;
Fotodruck nach einer Gruppenbild-Aufnahme von Ernst August Fischer, 1903

Carl Hugo Müller (auch: Karl Hugo Müller und Hugo Müller) sowie Carl Hugo Mueller; * 5. Mai 1830 in Göttingen; † 17. April 1908 in Hannover war ein deutscher Jurist und Landesdirektor der preußischen Provinz Hannover.

## Leben
Carl Hugo Müller entstammte einer angesehenen Juristen- und Gelehrtenfamilie. Er kam zur Zeit des Königreichs Hannover zur Welt als eines von fünf Kindern und älterer von zwei Söhnen des an der Göttinger Universität lehrenden Professors und Altphilologen Karl Otfried Müller und dessen Ehefrau Pauline (1804–1847), Tochter des Juristen Gustav Hugo. Schon als Zehnjähriger wurde Müller Halbwaise durch den plötzlichen Tod seines Vaters während einer Forschungsreise nach Griechenland.
Carl Hugo Müller studierte Rechtswissenschaften und heiratete 1858 Emma Henriette Sophie Bauer (1828–1891), Tochter des Weinhändlers Johann Heinrich Leonhard Bauer (1796–1842) und der Sophie Katharina Ahlers (1802–1849). Müllers Tochter Paula wurde am 7. Juni 1865 in Hoya an der Weser geboren. In Hoya wirkte Müller zeitweilig als Assessor am dortigen Amtsgericht, bevor er als Obergerichtsassessor nach Lüneburg ging, wohin ihm seine Ehefrau mit ihren beiden Kindern folgte. Von dort aus übersiedelte die Familie 1869 nach Hannover, wo Carl Hugo Müller bis 1899 zunächst als Zweiter Schatzrat wirkte. Seine Tochter Paula ließ er eine der Höheren Töchterschulen Hannovers besuchen.
Nach der Deutschen Reichsgründung studierte Müller in Greifswald an der dortigen Universität, wo er 1876 in lateinischer Sprache seine Dissertation De fontibus Plutarchi vitam Dionis enarrantis verfasste.
Spätestens nach dem frühen Tod von Müllers Ehefrau im Jahr 1891 leitete seine Tochter Paula den Haushalt ihres Vaters, „der ihr Interesse für soziale Probleme“ weckte.
1895 wurde Carl Hugo Müller vom hannoverschen Provinziallandtag zum Landesdirektor der Provinz Hannover gewählt.
Spätestens Anfang des 20. Jahrhunderts war Carl Hugo Müller Mitglied im Vorstand beziehungsweise der Hängekommission des Hannoverschen Kunstvereins geworden, mit dem er 1903 dessen 71. Ausstellung im Hannoverschen Künstlerhaus organisierte.

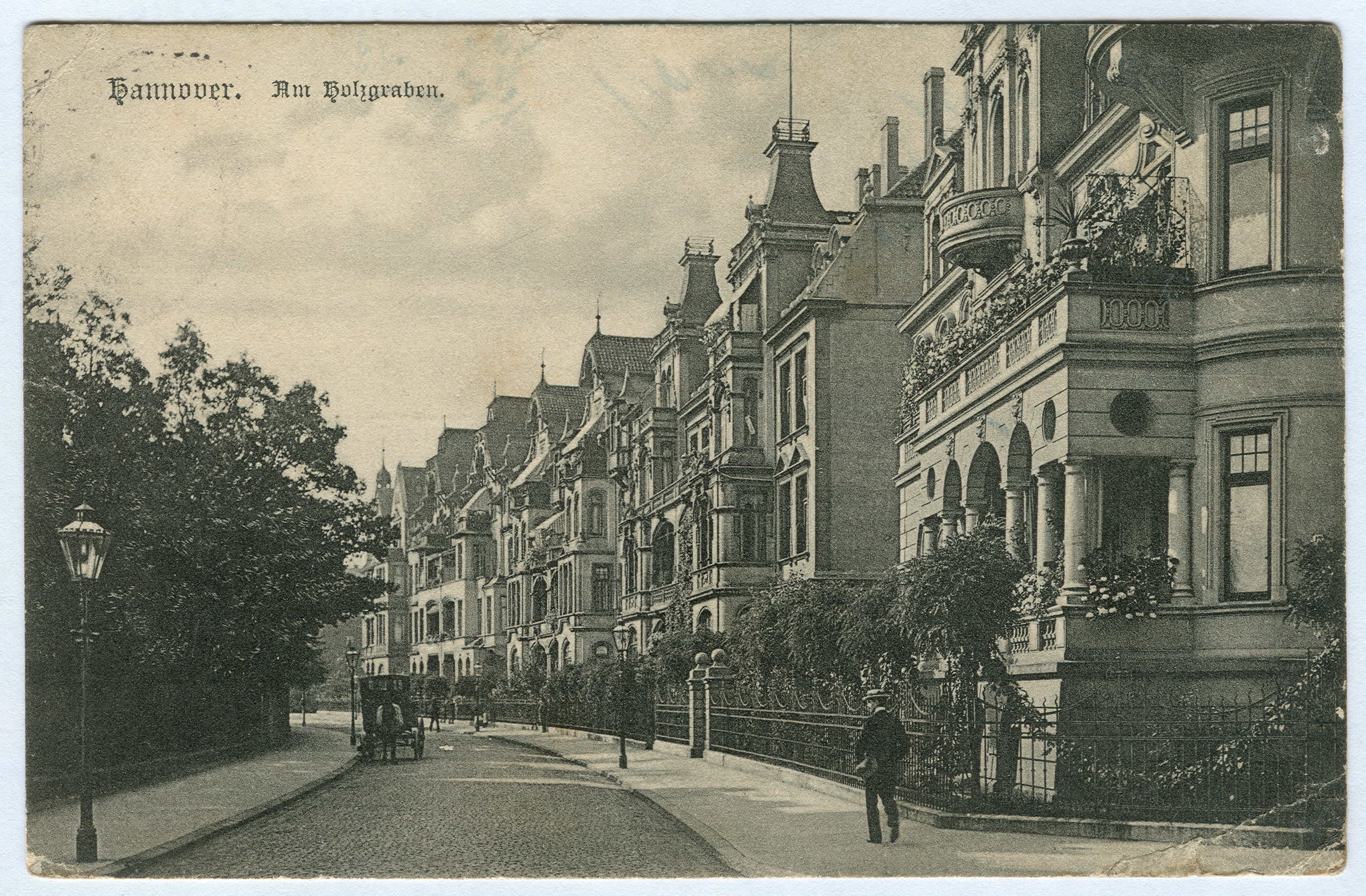
Am Holzgraben 2 im Vordergrund links, zugleich der spätere Wohnsitz des Reichspräsidenten Paul von Hindenburg, die „Villa Hindenburg“;
Ansichtskarte Nr. 1019 von Karl F. Wunder, um 1905

Laut dem Adreßbuch, Stadt- und Geschäftshandbuch der Königlichen Residenzstadt Hannover und der Stadt Linden wohnte der Landesdirektor a. D. „(Karl) Hugo Müller“ im Jahr 1904 in der Bel Etage des Hauses „Am Holzgraben 2“. Er starb am 17. April 1908.

## Schriften (Auswahl)
- De fontibus Plutarchi vitam Dionis enarrantis, Dissertation in lateinischer Sprache 1876 an der Universität Greifswald, Grypheswaldiae: Kunike, 1876
- Carl Hugo Müller: Ein neues Weltsystem, Bd. 1: Was ist der Sternenhimmel?, Charlottenburg: F. Harnisch & Co., 1905

## Archivalien
Archivalien von und über Karl Hugo Müller finden sich beispielsweise
- als Brief von Karl Hugo Müller vom 3. November 1897 aus Hannover an Karl Dilthey; archiviert in der Niedersächsischen Staats- und Universitätsbibliothek Göttingen im Nachlass Karl Dilthey, Archivsignatur Cod. Ms. K. Dilthey 139 : 284[1]